# Katoen (rivier)
De Katoen (Russisch: Катунь; Oud-Turks woord voor "vrouw") is een rivier in de Russische kraj Altaj en de autonome deelrepubliek Altaj. De rivier heeft haar bronnen in de Katoengletsjers op de zuidelijke helling van de Beloecha, de hoogste berg van de Altaj, en loopt vandaaruit in een langgerekte boog in westelijke richting om de Katoenbergketen heen, en vandaaruit verder naar het noorden en vormt verderop samen met de Bieja op ongeveer 19 kilometer ten zuidwesten van Biejsk de grote Obrivier. De rivier is bevroren van eind november, begin december tot begin, midden april. Van de 254 instromen zijn de Argoet, Tsjoeja, Koksa en Sema de belangrijkste zijrivieren van de Katoen.
In het stroomgebied van de Katoen bevinden zich meer dan 800 gletsjers, met een totale oppervlakte van 625 km². Deze vormen de belangrijkste voedingsbron van de rivier. Het gemiddelde debiet bedraagt 600 tot 700 m³/sec.
De rivier kan naar de vorm van de riviervallei opgedeeld worden in drie delen, waarover de rivier ongeveer 2000 meter daalt:
- Boven-Katoen van de bronnen tot de rivier de Koksa (210 km)
- Centrale Katoen van de Koksa tot de (Bolsjaja) Soemoelta (200 km)
- Beneden-Katoen van de Soemoelta tot de instroom met de Bieja in de Ob (280 km)

Het deel dat Boven-Katoen wordt genoemd, stroomt om de zuidelijke en westelijke zijden van de Katoenbergrug. In dit gedeelte vinden de grootste afdalingen plaats, met een totaal van 1000 meter. In dit gedeelte stromen veel waterlopen vanaf de Katoenbergrug in de rivier. De bossen rond de rivier bestaan hier veelal uit ruige taiga.
Het Centrale deel loopt door een gebied met hoge bergpieken. De rivier daalt hier ongeveer 400 meter en neemt de belangrijkste gletsjerstromen op. Voorbij het plaatsje Tjoengoer stroomt de Argoet in de rivier met grote stroomversnellingen. Van de Argoet tot de Tsjoejarivier en nog wat verder stroomt de rivier langs hoge terrassen en bossen. Qua begroeiing overheerst hier in de lariks.
De Beneden-Katoen ligt vanaf de Soemoelta tot de monding in de Ob in een middengebergte- en heuvelgebied. De rivier verspringt hier wederom ongeveer 400 meter. De riviervallei wordt hier gekenmerkt door zich steeds breder ontwikkelende terrassen. Ook hier groeien vooral lariksen. Vanaf de Soemoelta verschijnen echter ook dennen.
Langs een gedeelte van de rivier loopt de Tsjoejatrakt (M52) van Novosibirsk naar Gorno-Altajsk.

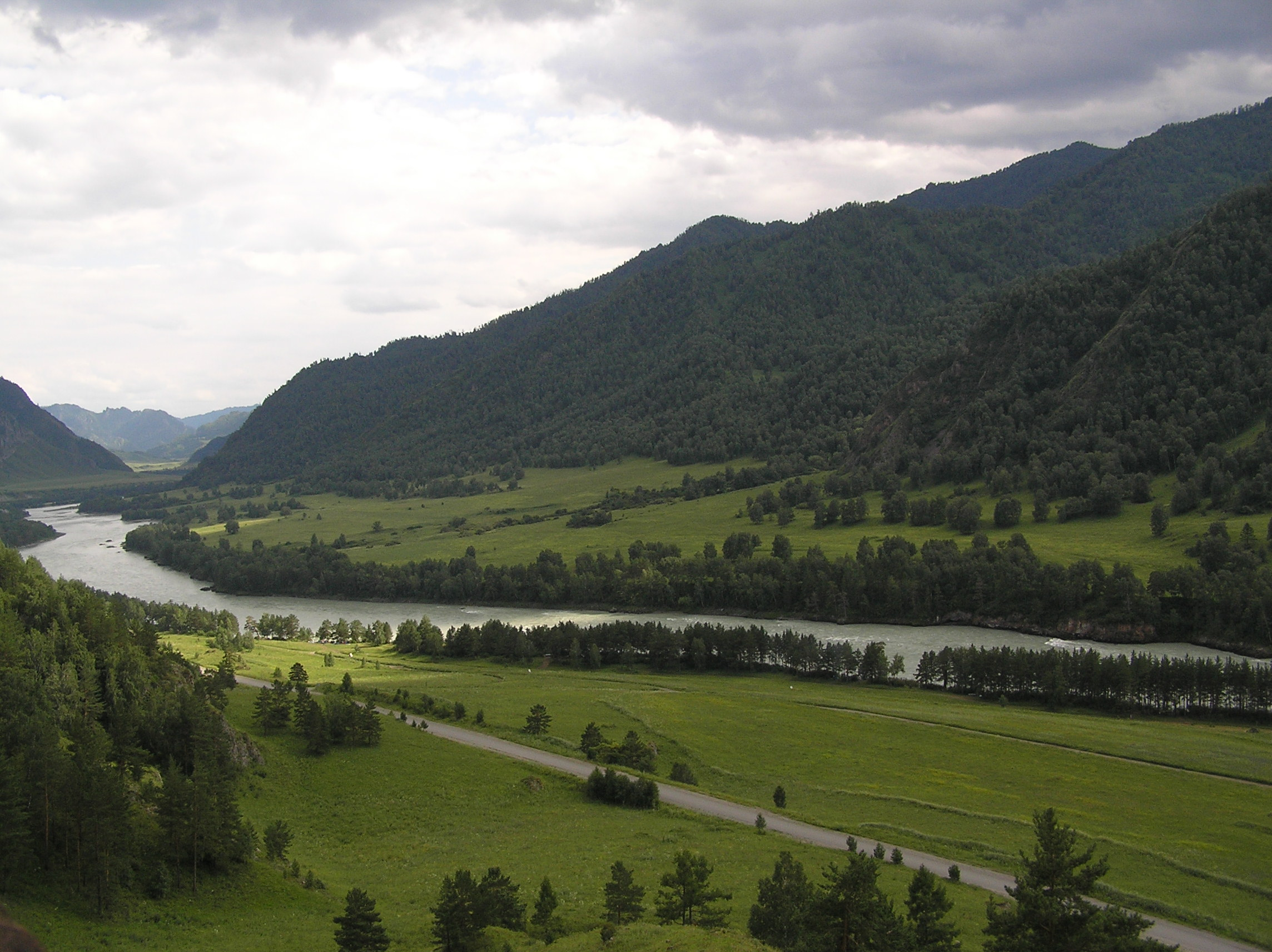
Katoen in het district Tsjemalski van de deelrepubliek Altaj
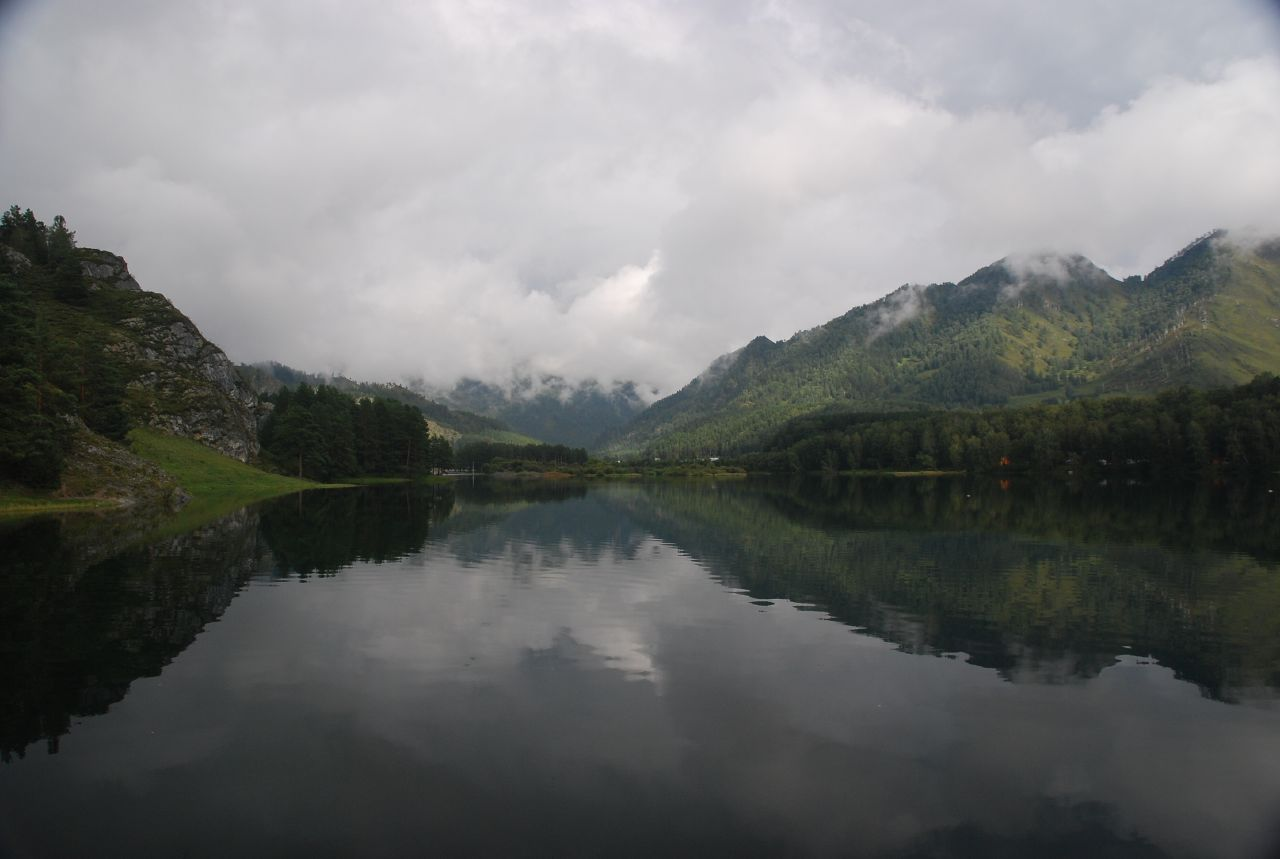
De Katoen bij Bystrjanka in het westen van de kraj Altaj

- Gemeinsame Normdatei: 7712878-3
- Nationale Bibliotheek van Tsjechië: ge949832
- Virtual International Authority File: 241085212

1. ↑  On the slopes, there are about 386 glaciers with a total area of 279 square Kilometers.link